# Bissektipelta
Bissektipelta archibaldi
Genre
Espèce
Bissektipelta, est un genre éteint de dinosaures ornithischiens, considéré comme un nomen dubium par Parish & Barrett (2004). Il vivait en Ouzbékistan où il a été découvert dans la formation géologique de Bissekty datée de l’étage Turonien du Crétacé supérieur il y a environ 90 Ma (millions d'années).
Le genre, connu par un seul crâne, ne comprend qu'une seule espèce : Bissektipelta archibaldi appelée précédemment Amtosaurus archibaldi. 

## Étymologie
Le nom de genre Bissektipelta est composé du nom de la formation géologique de Bissekty dans laquelle il a été découvert, et du mot du grec ancien « Péltê » pour « bouclier ».

## Classification
En 2002, Amtosaurus est classé comme un  Ankylosauridae, par son inventeur A. O. Arianov, avant qu'il ne soit réétudié et considéré comme un ornithischien nomen dubium, par J. C. Parish et P. Barrett en 2004. Ces derniers mettront Amtosaurus magnus comme noment dubium, mais reconnaissent l'espèce Amtosaurus archibaldi comme valide et la renomment Bissektipelta archibaldi. Cependant, Victoria M. Arbour (en) et Philip J. Currie (2014) ont confirmé la position au sein des Ankylosauridae. Kuzmin et ses collègues ont placé Bissektipelta dans les Ankylosaurinae, à partir de nombreux traits crâniens, dans une position basale et ont confirmé son statut taxonomique valide.